# Bašť
Bašť (v místním dialektu též Bášť, německy Groß Bascht) je obec v okrese Praha-východ ve Středočeském kraji. Rozkládá se asi 14 kilometrů severně od centra Prahy a 13 kilometrů západně od města Brandýs nad Labem-Stará Boleslav. Žije zde přibližně 3 100 obyvatel.

## Historie
První písemná zmínka o obci pochází z roku 1088.
Právo užívat znak a vlajku bylo obci uděleno rozhodnutím Poslanecké sněmovny Parlamentu České republiky dne 18. června 2003.

### Územněsprávní začlenění
Dějiny územněsprávního začleňování zahrnují období od roku 1850 do současnosti. V chronologickém přehledu je uvedena územně administrativní příslušnost obce v roce, kdy ke změně došlo:
- 1850 země česká, kraj Praha, politický i soudní okres Karlín[6]
- 1855 země česká, kraj Praha, soudní okres Karlín[6]
- 1868 země česká, politický i soudní okres Karlín[6]
- 1927 země česká, politický okres Praha-venkov, soudní okres Karlín[7]
- 1929 země česká, politický okres Praha-venkov, soudní okres Praha-východ[8]
- 1939 země česká, Oberlandrat Praha, politický okres Praha-venkov, soudní okres Praha-východ[9]
- 1942 země česká, Oberlandrat Praha, politický okres Praha-venkov-sever, soudní okres Praha-východ[10]
- 1945 země česká, správní okres Praha-venkov-sever, soudní okres Praha-východ[11]
- 1949 Pražský kraj, okres Praha-sever[12]
- 1960 Středočeský kraj, okres Praha-východ[13]

### Rok 1932
Ve vsi Bašť (přísl. Baštěk, 671 obyvatel) byly v roce 1932 evidovány tyto živnosti a obchody: autodopravce, cihelna, družstvo pro rozvod elektrické energie pro Bašť a Baštěk, 4 hostince, kolář, kovář, krejčí, 2 lomy, pekař, pokrývač, 12 rolníků, 4 řezníci, 5 obchodů se smíšeným zbožím, 2 trafiky, velkostatek Schönfeld, zámečník.

## Obyvatelstvo
| Rok            | 1869 | 1880 | 1890 | 1900 | 1910 | 1921 | 1930 | 1950 | 1961 | 1970 | 1980 | 1991 | 2001 | 2011  | 2021  |
| -------------- | ---- | ---- | ---- | ---- | ---- | ---- | ---- | ---- | ---- | ---- | ---- | ---- | ---- | ----- | ----- |
| Počet obyvatel | 531  | 600  | 649  | 646  | 711  | 671  | 793  | 666  | 670  | 610  | 614  | 555  | 549  | 1 657 | 2 989 |
| Počet domů     | 72   | 78   | 84   | 89   | 101  | 108  | 165  | 181  | 174  | 180  | 174  | 197  | 211  | 565   | 924   |

## Obecní správa a politika
Obec se člení na 2 základní sídelní jednotky: Bašť a Baštěk.

## Pamětihodnosti
Historických památek zde není mnoho:
- Kaple se zvoničkou na návsi Baště je z období pozdního baroka, další je z doby kolem roku 1800.
- Kaplička na návsi Baštěku, rovněž se zvoničkou, je opět pozdně barokní.
- Panská sýpka na návsi jako část statku čp. 42 a zbytky zástavby na místě pravděpodobné tvrze v Baštěku.

## Doprava
Dopravní síť
- Pozemní komunikace – Obcí prochází silnice III. třídy. Ve vzdálenosti 1,5 km vede silnice I/9 v úseku Zdiby–Mělník.
- Železnice – Železniční trať ani stanice na území obce nejsou. Nejbližší železniční stanicí jsou Měšice u Prahy ve vzdálenosti 3 km ležící na trati 070 v úseku Praha–Všetaty.

Veřejná doprava 2011
- Autobusová doprava – Obcí projížděly příměstské autobusové linky Praha, Ládví – Předboj (v pracovních dnech 18 spojů, o víkendech 6 spojů) a Brandýs n. L.-St. Boleslav – Odolena Voda, závod (pouze v pracovních dnech 2 spoje) (dopravce ČSAD Střední Čechy, a. s.).

## Galerie

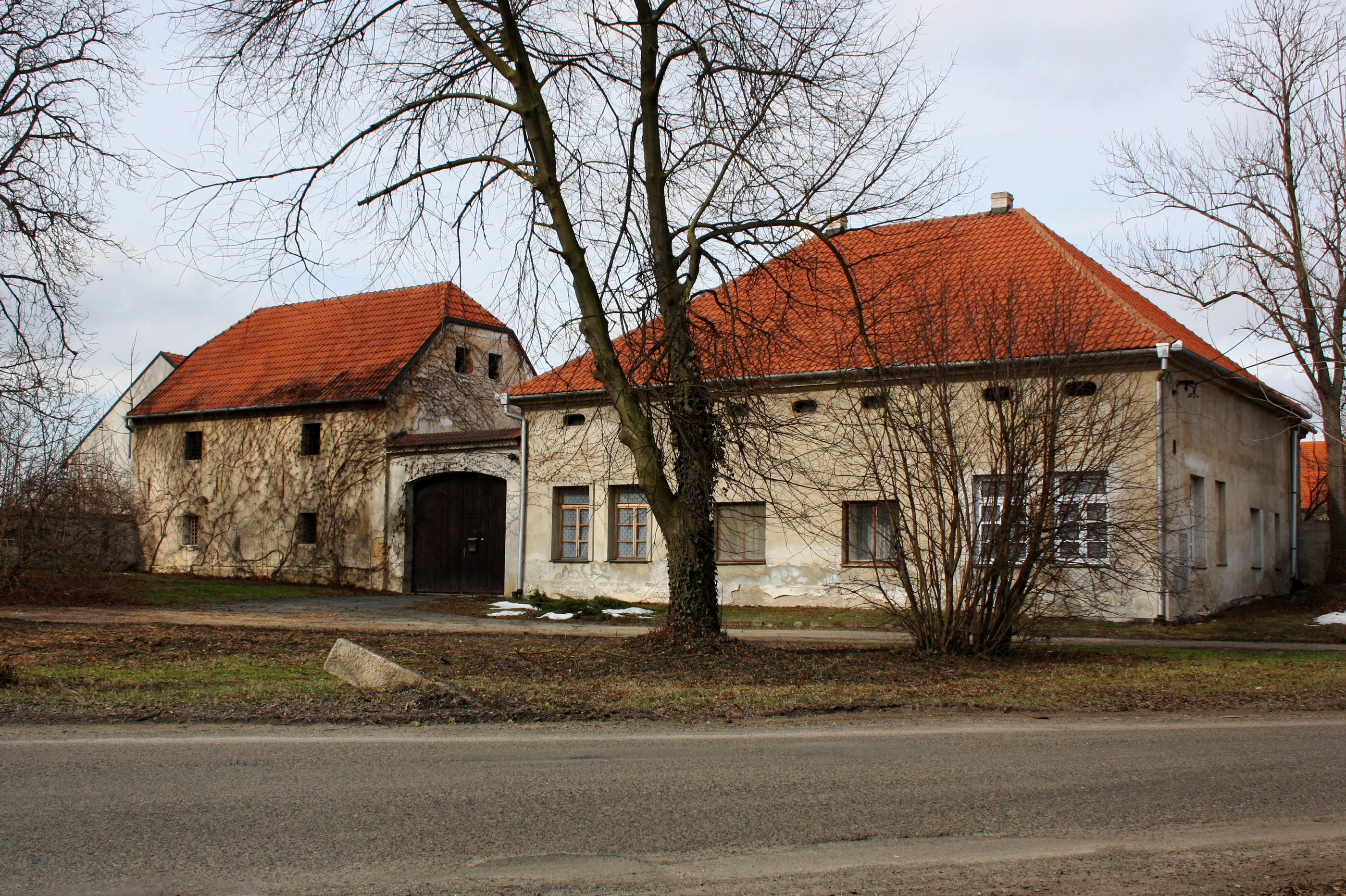
Statek v Baštěku
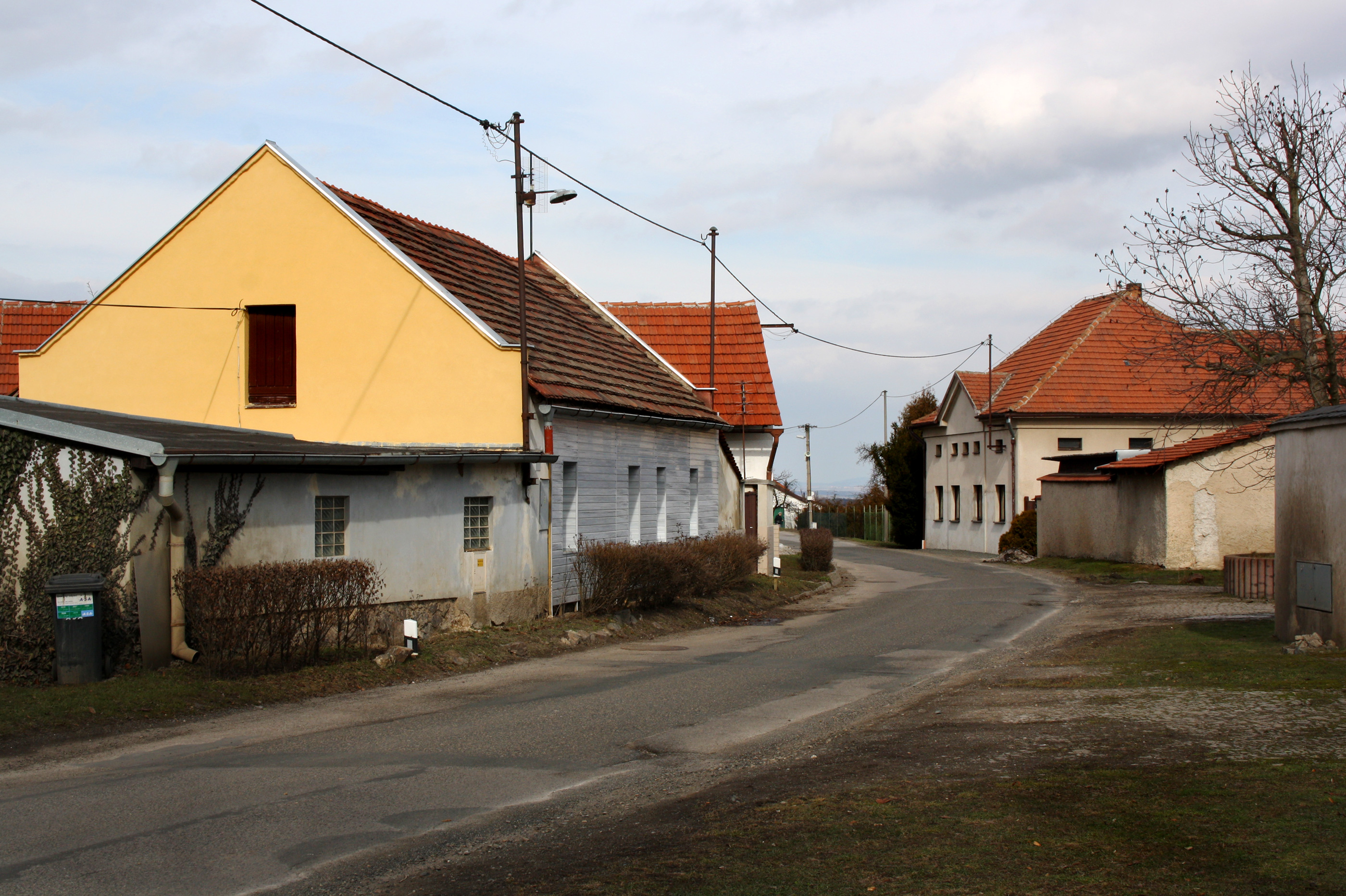
Předbojská ulice na severu Baštěku
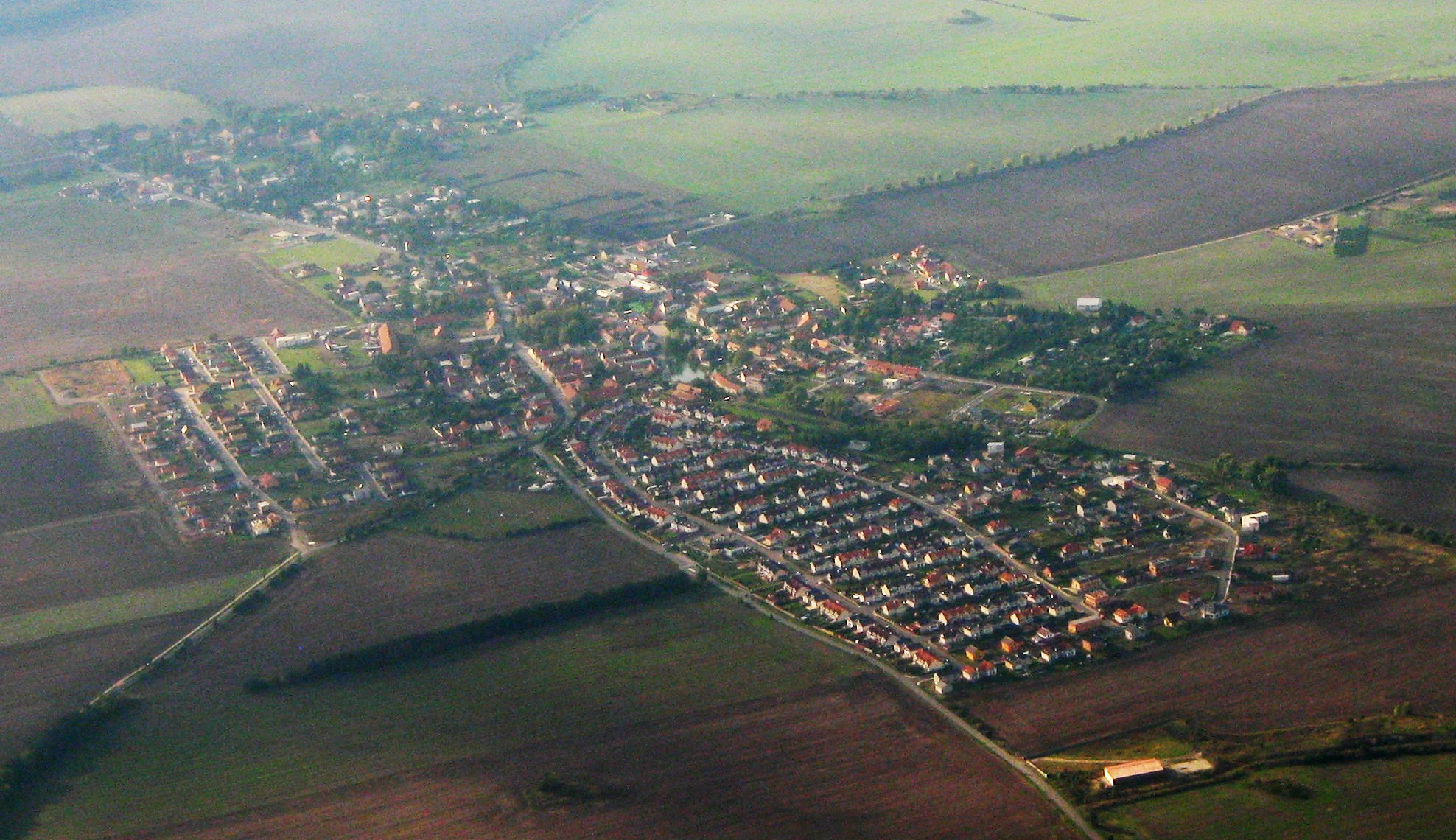
Letecký snímek z východu